# Toxabramis swinhonis
Toxabramis swinhonis és una espècie de peix cipriniforme de la família dels ciprínids que es troba als rius Iang-Tsé i Groc (Xina).